# 倫根貝格山
46°50′00″N 7°25′00″E / 46.833333°N 7.416667°E

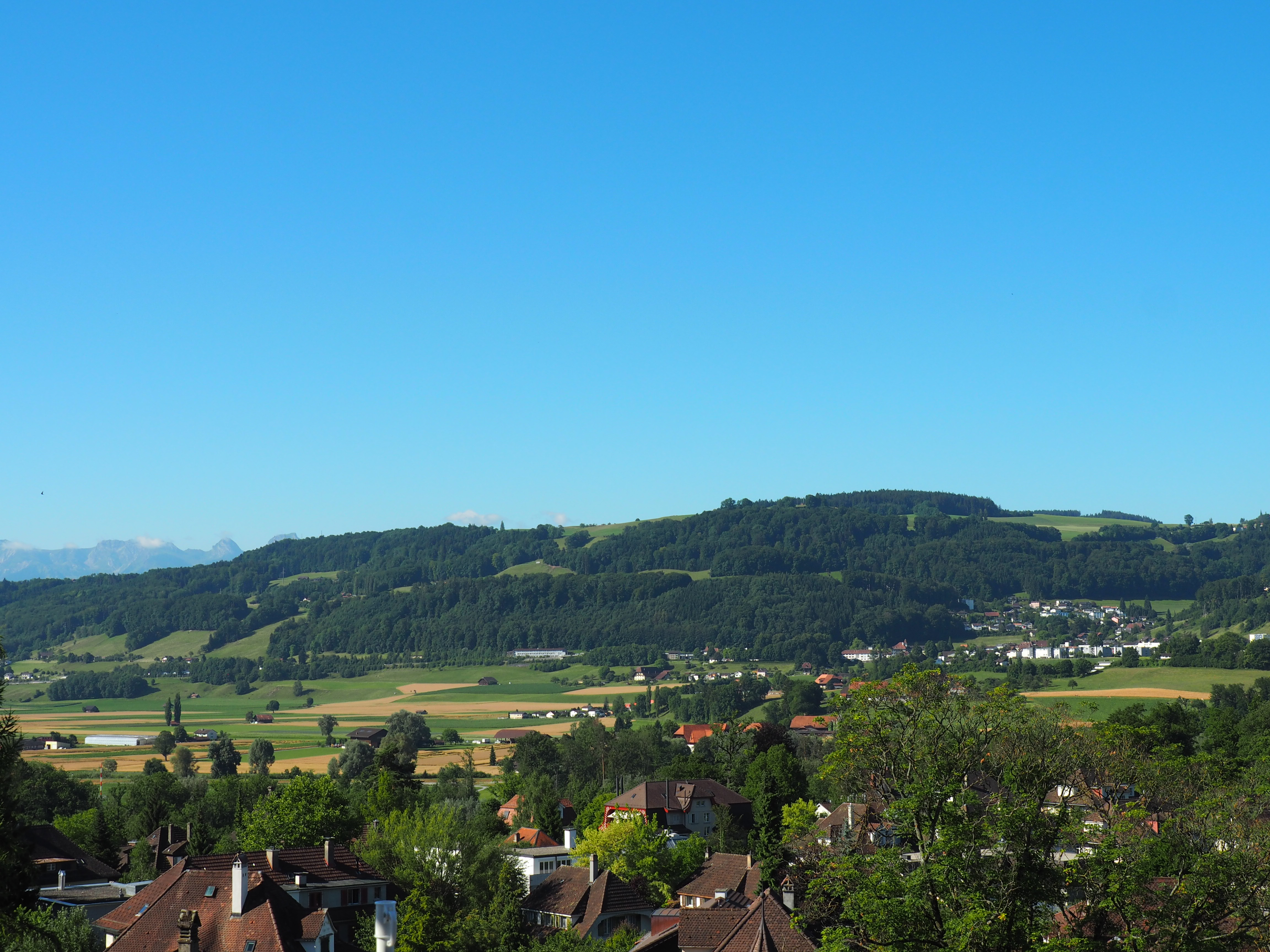

倫根貝格山（Längenberg），是瑞士的山脈，位於該國中部，由伯恩州負責管轄，全長約11公里，處於伯爾尼以南，瓦爾德位於該山脈，最高點海拔高度1,056米。